# Xanthoconium separans
Espèce

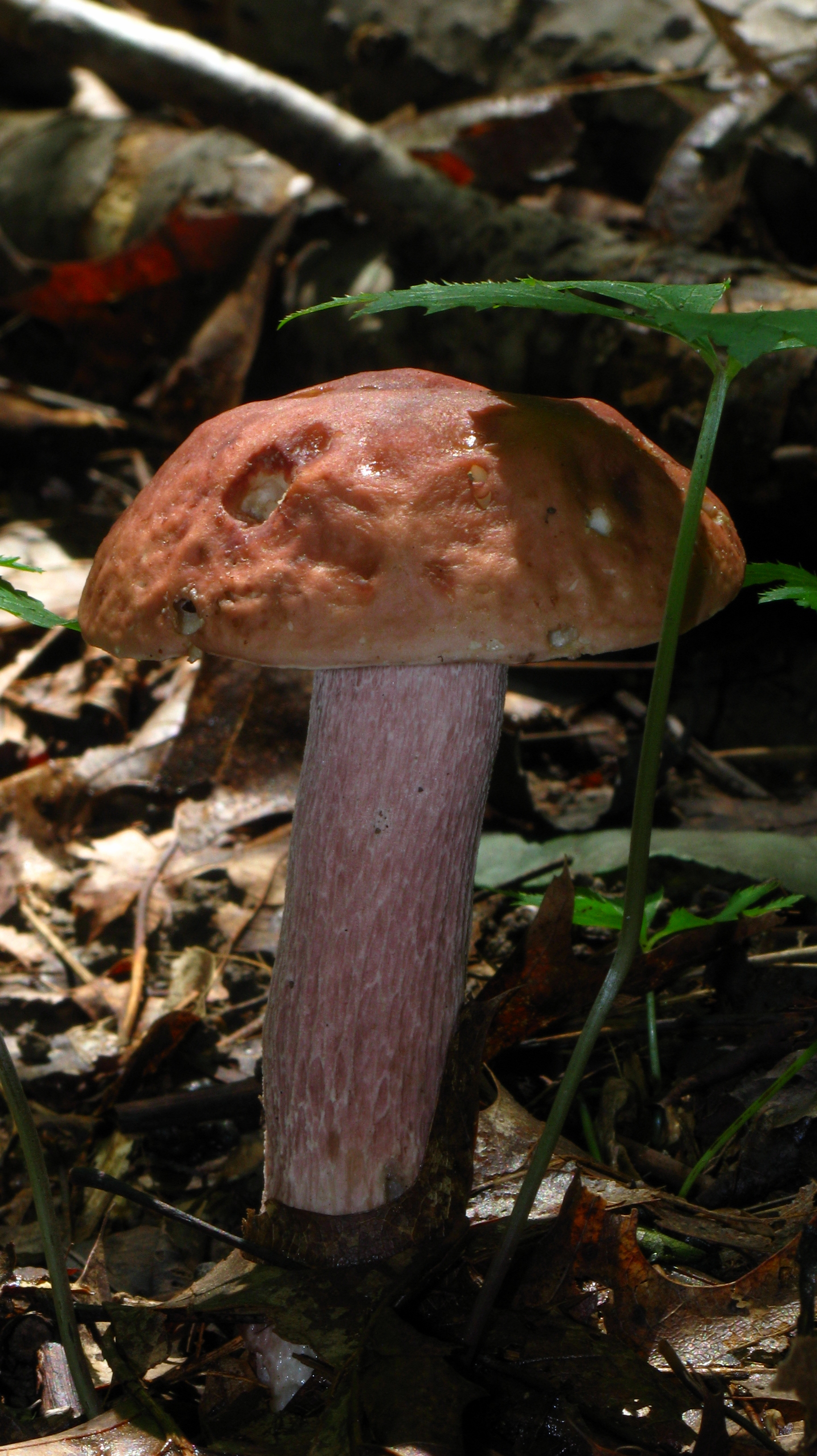
Spécimen adulte de Xanthoconium separans, Ohio, USA

Xanthoconium separans, autrefois Boletus separans, est un champignon basidiomycètes du genre Xanthoconium dans la famille des boletaceae, semblable par sa forme et sa consistance à un bolet. On ne le trouve que sous les feuillus dans l'Est des Montagnes Rocheuses aux États-Unis. La surface jaune et pas d'olive de l'hyménium à maturité est sa caractéristiques typiques et la couleur du stipe brun-rosé son caractère distinctif. Les hyménophores jeunes sont aussi souvent de couleur brun rosé, mais ils vont vite devenir brunâtre à brun jaunâtre.
Dans ses formes les plus pâles, Xanthoconium separans pourrait être confondu avec plusieurs espèces du groupe Boletus edulis dont il est proche phylogénétiquement, mais aucune des espèces de l'autre groupe ne développent les nuances de couleur brun-rose du stipe.

## Taxonomie
Il semble qu'une des dernières études phylogénétiques replace Xanthoconium separans dans le genre Boletus, mais fait partie d'un clade spécifique voir ci-dessous.

### Nom binomial accepté
Xanthoconium separans (Peck) Halling & Both 1998

### Synonymes
- Boletus edulis separans (Peck) Singer 1947 (synonyme)
- Boletus edulis f. separans (Peck) Vassilkov 1966 (synonyme)
- Boletus reticulatus separans (Peck) Hlavácek 1994 (synonyme)
- Boletus separans Peck 1873 (synonyme)
- Boletus nobilis

### Clade spécifique
- - Boletus
    - Tylopilus alboater 
      - Xerocomus rubellus
        - Tylopilus rhoadsiae
          - Xanthoconium separans USA, Montagnes Rocheuses
            - Boletus violaceofuscus USA
            - Boletus gertrudiae USA

## Description du sporopore

### Hyménophore
Hyménophore: 5-20 cm; convexe à large convexe dans l'âge et sec; généralement un peu ridée; la marge souvent avec une portion en saillie stériles très petites; couleur variable mais généralement lilas marron ou brun-rouge lorsqu'il est jeune, devenant brun jaunâtre avec l'âge.

### Hymenium
Surface des pores: blanc quand il est jeune, devenant jaunâtre, brunâtre, et enfin, pas de meurtrissures; pores "farcies" quand il est jeune; à maturité avec 1-2 pores circulaires par mm, tubes à 3 cm de profondeur.

### Stipe
Le pied de 6 à 15 cm de long; 1 à 3 cm d'épaisseur plus ou moins égale, il est parfois légèrement effilé au sommet; solides, il est lisse ou légèrement ridé, réticulé dans la plupart des cas, mais faiblement et plus pâle au sommet.

### Chair
La chair est blanchâtre partout, ne se colore pas à l'exposition ou à des contusions.

## Sporées
Sporée : brunâtre à brun rougeâtre pâle ou brun jaunâtre.

## Habitat
Mycorhiziens avec les feuillus et le chênes en particulier, mais parfois avec des conifères; seul, dispersés, ou grégaire;

## Saison
l'été et l'automne;

## Distribution
Largement distribués à l'Est des montagnes Rocheuses.